# HD 4758
HD4758 — хімічно пекулярна зоря спектрального класу F3, що має видиму зоряну величину в смузі V приблизно  6,3.
Вона  розташована на відстані близько 347,0 світлових років від Сонця.

## Фізичні характеристики
Зоря HD4758 обертається досить швидко навколо своєї осі. Проєкція її екваторіальної швидкості на промінь зору становить  Vsin(i)=110км/сек.